# Edicola di piazza Canossa
L'edicola di piazza Canossa (o antica edicola dei giornali) è un chiosco in stile liberty in ferro e vetro, espressione di una tipologia di arredo urbano a Mantova.
Posizionata in piazza Canossa, a fianco dello storico palazzo Canossa, è nata come edicola per giornali nel 1882 e restaurata nel 2010 a cura del FAI Fondo Ambiente Italiano.
Nel 2004, infine, è stata nuovamente restaurata e riverniciata nell'ambito di un intervento denominato l'“Edicola ritrovata”, che ha, inoltre, previsto la messa a norma dell'impianto elettrico.